# Papiertechnologe

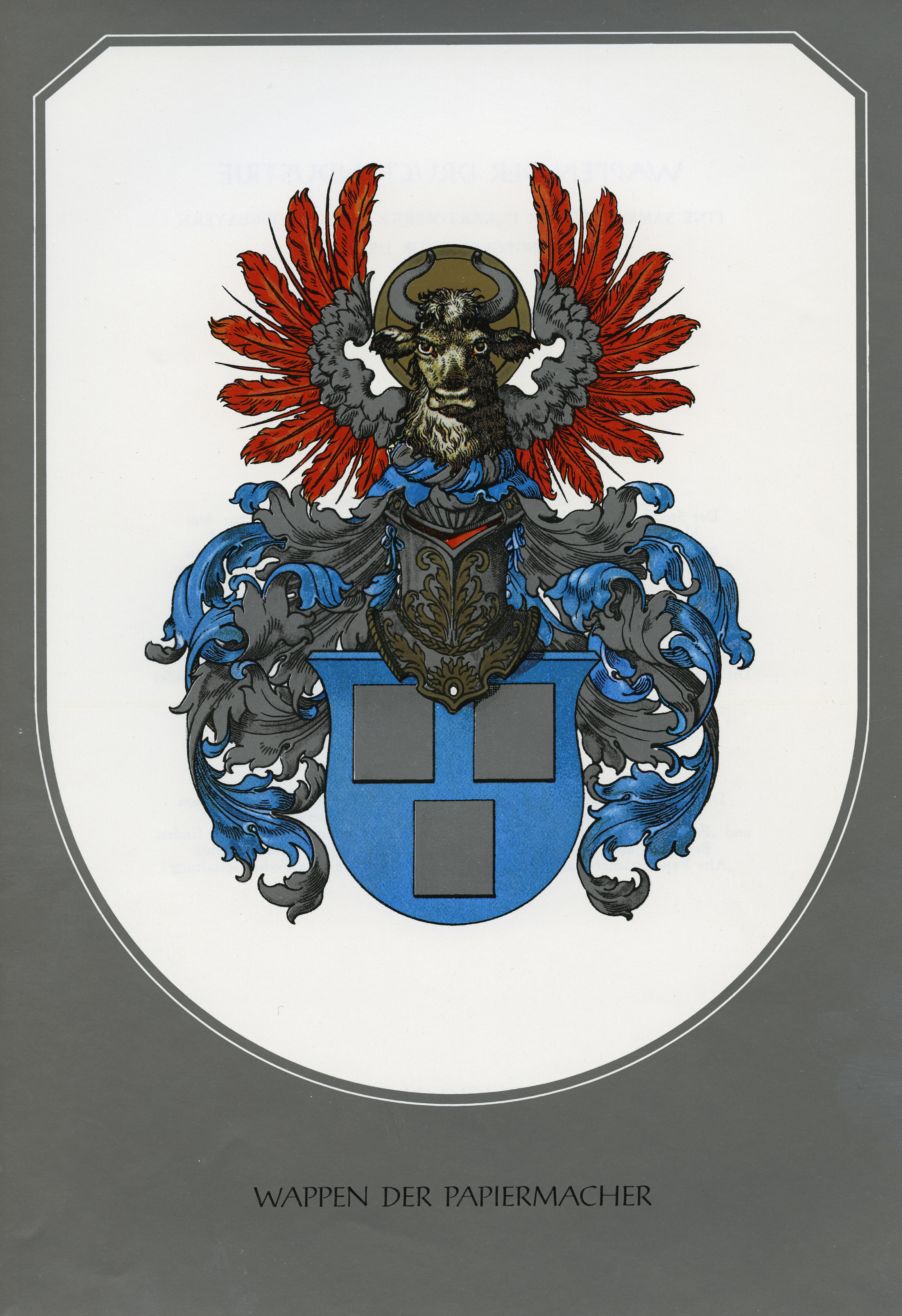
Wappen der Papiermacher

Papiertechnologe (Deutschland, Schweiz) bzw. Papiertechniker (Österreich) ist ein Beruf und Ausbildungsberuf in der Zellstoff- und Papierindustrie. Vorrangig arbeiten Papiertechnologen in der Produktion von Papier, Tissue, Karton, Pappe oder Zellstoff.

## Berufsbild
Die frühere Berufsbezeichnung Papiermacher wurde in Deutschland, Österreich und der Schweiz geändert, da der Technisierungs- und Automatisierungsgrad der Produktion zunehmend stieg. Heute ist die Überwachung komplexer Produktionsanlagen ein Hauptaufgabengebiet der Papiertechnologen. Vor Produktionsbeginn richten sie die elektronisch gesteuerten Papier- und Zellstoffmaschinen ein, überwachen dann den Produktionsablauf und prüfen dabei die Fertigungsqualität. Weitere Tätigkeiten umfassen das Beheben von Störungen und die Wartung der Maschinen.
Papiertechnologen finden meistens bei produzierenden oder verarbeitenden Betrieben wie in Papier-, Karton- oder Tapetenfabriken bzw. Zellstoffwerken Beschäftigung. Manchmal sind sie auch bei Zulieferfirmen, wie Herstellern von Maschinen für die Papiererzeugung und -verarbeitung tätig. Üblicherweise arbeiten sie im Schichtbetrieb.

## Ausbildung
Die Ausbildungsinhalte sind auf die im Berufsbild beschriebenen Tätigkeiten abgestimmt. Wichtige Teilbereiche sind:
- Physik und Chemie
- Mechanik, Mess- und Regeltechnik
- Rohstoffkunde (wie Holz, Altpapier, Füllstoffe)

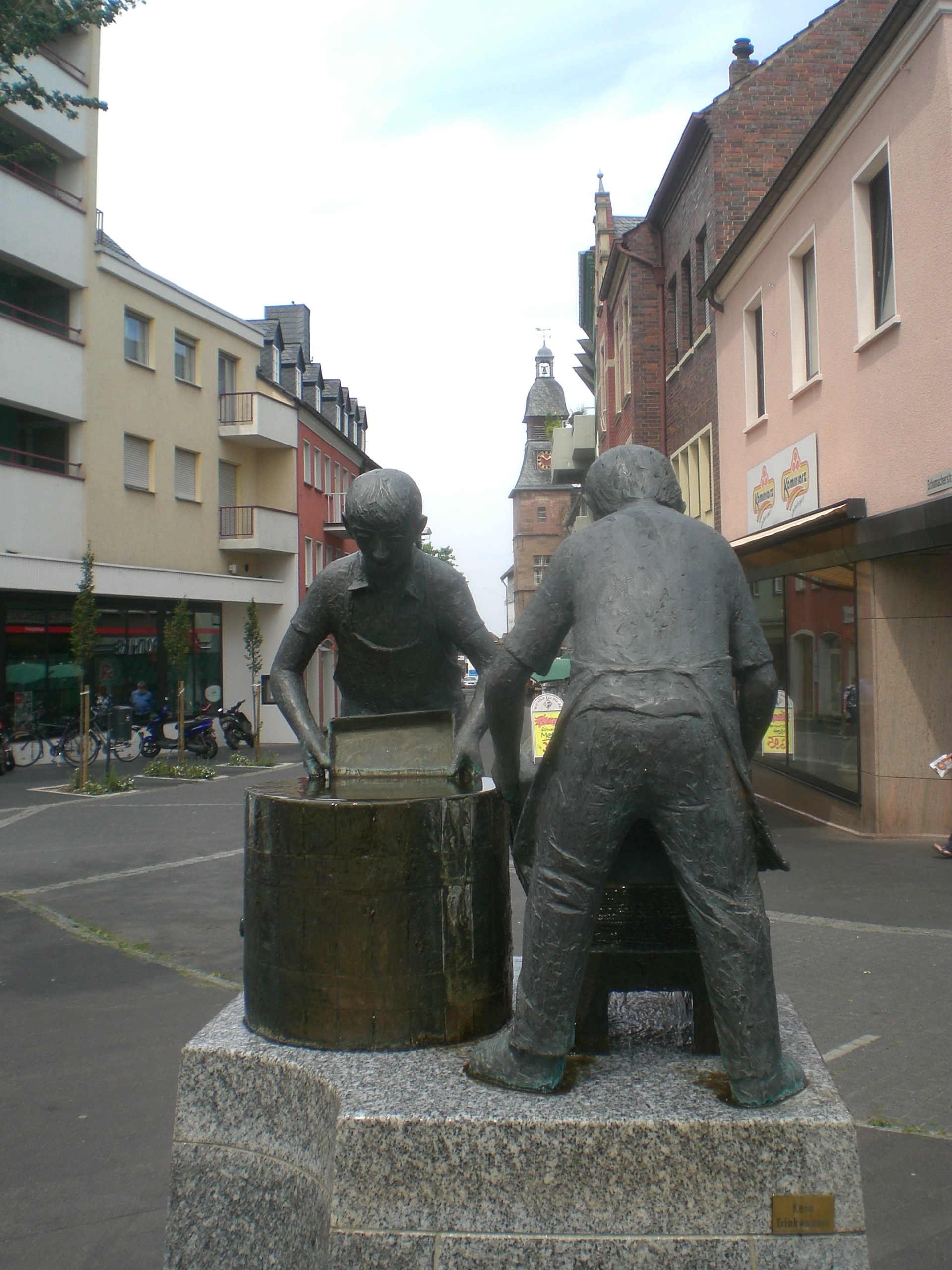
Denkmal Papiermacher im Jahre 1789 in Zülpich

- Verfahrenstechnik
- Umwelttechnik

### Deutschland
Von 2005 bis 2010 gab es zwei Ausbildungszweige, Fachrichtung Papier-Karton-Pappe und Fachrichtung Zellstoffe. Statt der beiden bisherigen Fachrichtungen werden seit 20. April 2010 zwölf Wahlqualifikationseinheiten angeboten, von denen zwei gewählt werden müssen. Die duale Ausbildung dauert drei Jahre und findet im Ausbildungsbetrieb und in der Berufsschule statt.

### Österreich
Im Unterschied zu Deutschland und der Schweiz lautet die offizielle österreichische Berufsbezeichnung Papiertechniker. Die Lehrzeit beträgt dreieinhalb Jahre und endet mit der Lehrabschlussprüfung. Österreichische Lehrlinge können mit der Lehrabschlussprüfung und vier zusätzlichen Prüfungen die Berufsmatura (Berufsreifeprüfung) erlangen.

### Schweiz
Die duale Berufsausbildung dauert drei Jahre, wobei der theoretische Berufsschulunterricht in zwei bis drei Unterrichtsblöcken von 4 bis 8 Wochen jährlich an der Papiermacherschule in Gernsbach (Deutschland) stattfindet. Darum erhalten die Schweizer Auszubildenden zusätzlich zum eidgenössischen Fähigkeitszeugnis Gelernter Papiertechnologe auch das deutsche Prüfungszeugnis Papiertechnologe (EU-weit anerkannt). Bei sehr guten schulischen Leistungen kann während oder nach der Grundbildung das Berufskolleg in Gernsbach zur Erlangung der deutschen Fachhochschulreife besucht werden.